# Lilyfield, New South Wales

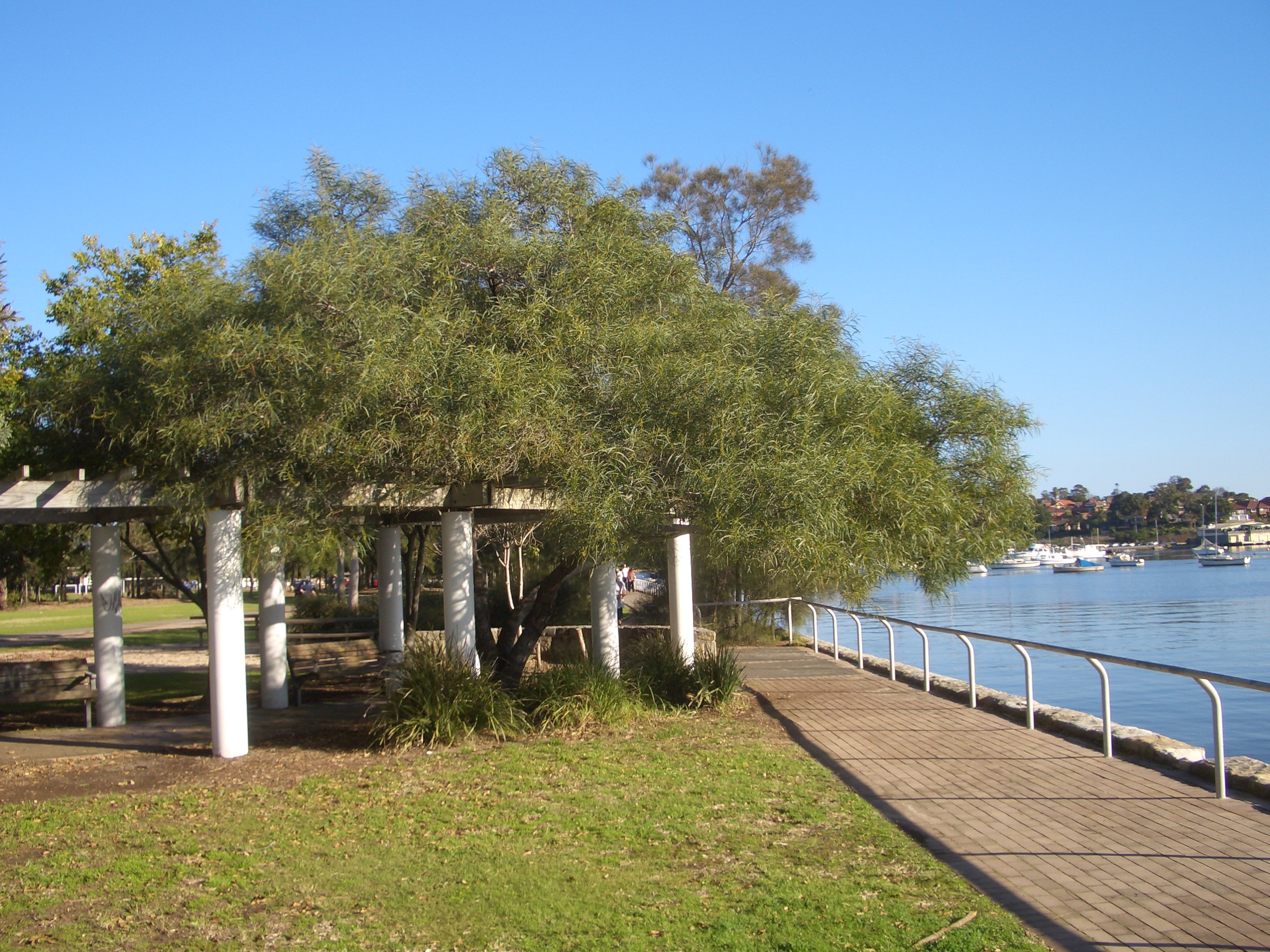
Suburbia Lilyfield, Sydney.

Lilyfield este o suburbie în Sydney, Australia.